# Salim Lamrani
Pour les articles homonymes, voir Lamrani.
Salim Lamrani est un enseignant-chercheur, historien et essayiste français auteur de livres traduits dans plusieurs langues. Il est maître de conférences en civilisation hispano-américaine à l'université de La Réunion, chercheur au CRIMIC de Sorbonne Université et au GRIHAL de l'université de Versailles Saint-Quentin. Il a aussi été chargé de cours à l'université Paris Sorbonne. 
Salim Lamrani écrit sur Cuba et ses relations avec les États-Unis ainsi que sur les représentations médiatiques des réalités cubaines.
À partir de 2017, il est l'interprète de l'entraîneur argentin Marcelo Bielsa sur qui il a publié un livre, Le football selon Marcelo Bielsa.

## Biographie
Docteur en études ibériques et latino-américaines de l'université Paris-Sorbonne, Salim Lamrani a soutenu une thèse intitulée « De Fulgencio Batista à Fidel Castro : Cuba et la politique étrangère des États-Unis (1956-1959) » en 2010, devant un jury de spécialistes de l'Amérique latine et de Cuba, dont le professeur Paul Estrade (auteur en 2017 de José Martí 1853-1895. Les fondements de la démocratie en Amérique Latine, Paris, Les Indes Savantes) ; Paul Estrade a aussi été membre de son jury d'habilitation à diriger des recherches (HDR). La thèse et l'HDR portaient sur les relations entre Cuba et les États-Unis sous Batista et aux débuts de la révolution cubaine. Salim Lamrani est membre du Centre de recherches interdisciplinaires sur les mondes ibériques contemporains (CRIMIC) de la faculté des lettres de Sorbonne Université (ancienne Paris-IV), et du Groupe interdisciplinaire sur les Antilles hispaniques et l'Amérique latine (GRIAHAL), rattaché au Centre d’histoire culturelle des sociétés contemporaines (CHCSC) de l'université Versailles Saint Quentin.
Salim Lamrani est par ailleurs membre du Conseil académique de la Revista Latina de Comunicacion Social de l'Université de La Laguna (Espagne).
En novembre 2005, Salim Lamrani, qui a dirigé un ouvrage collectif intitulé Washington contre Cuba. Un demi-siècle de terrorisme en collaboration avec l'historien Howard Zinn et le linguiste Noam Chomsky, participe à Bruxelles à une conférence internationale Axis for Peace organisée par Thierry Meyssan ; il y anime une table ronde sur le terrorisme international, avec une présentation intitulée : Un demi-siècle de terrorisme états-unien contre Cuba. Rudy Reichstadt, fondateur de Conspiracy Watch, présente la liste des participants « comme un who’s who des auteurs conspirationnistes les plus en vue de l’époque ».
En juin 2011, Salim Lamrani participe au colloque international « The Role of the Media in Promoting the Dialogue of Cultures in a Globalised World » organisé par l'Unesco à Paris.
En janvier 2013, il participe au jury du prix littéraire Casa de las Américas à Cuba.
Il a été invité par des associations d'étudiants et d'enseignants dans plusieurs universités californiennes, comme au Chabot College à Hayward ou la Thomas Jefferson School of Law de San Diego et a donné des conférences avec Ken Livingstone et Noam Chomsky, Howard Zinn ou Ignacio Ramonet, qui, comme Nelson Mandela (2009) et Eduardo Galeano (2013), ont rédigé le prologue ou la préface de certains de ses livres.
Salim Lamrani est par ailleurs l'auteur de plusieurs articles sur Marcelo Bielsa, l'entraîneur de football argentin, dont il devient à partir de septembre 2017 l'interprète, après sa prise de fonction à Lille et sur qui il publie un livre en 2020. 
En tant que spécialiste de Cuba, Salim Lamrani a été interviewé par plusieurs médias : RMC, Le Figaro, Figaro Live, Radio Vatican, L'Humanité, France-Info, La Croix, le Républicain Lorrain, Radio Television Espanola, le Tampa Bay Times et Voice of Africa.
Sur le plan académique, il publie dans la revue universitaire Études caribéennes, aussi bien sur les pères de la nation cubaine (Carlos Manuel de Céspedes, José Martí) que sur l'émigration, les droits humains ou le système de santé, dans le International Journal of Cuban Studies de l'Institut international d'études cubaines de l'université métropolitaine de Londres (London Metropolitan University), dans la revue d'études ibéro-américaine Confluenze de l'Université de Bologne.
Dans la presse nationale et internationale, ses articles sont publiés dans Le Monde diplomatique, Manière de voir, L'Humanité ou encore Radio Miami.
La journaliste indépendante Maïlys Khider, autrice de Médecins cubains, les armées de la paix (LGM, 2021), a sollicité de Salim Lamrani la rédaction de la préface de son premier livre.
Le Centre de recherche sur la mondialisation de Michel Chossudovsky, tout comme dans le média Investig'Action, fondé par Michel Collon et parfois qualifié de complotiste, publient aussi ses articles.

## Accueil critique
Noam Chomsky cite à deux reprises les travaux de Salim Lamrani sur les sanctions économiques des États-Unis contre Cuba et considère l'ouvrage État de siège : les sanctions économiques des États-Unis contre Cuba comme « une étude exhaustive » qui « analyse les conséquences dramatiques » sur le peuple cubain de la politique de l'administration états-unienne.
Le journaliste du Monde diplomatique Ignacio Ramonet considère cet universitaire comme « sans doute le meilleur connaisseur en France des réalités de Cuba aujourd'hui » ; il ajoute : « Salim Lamrani est l'un des meilleurs connaisseurs de l'Amérique latine contemporaine et un très grand historien de Cuba. J'ai participé avec lui à de grands forums internationaux dans de nombreux pays. À chaque fois, il s'est distingué par la qualité de ses connaissances et le sérieux de ses apports. C'est un universitaire extrêmement respecté ».
L'historien des États-Unis contemporains Howard Zinn, professeur à l'université de Boston, auteur de A People’s History of the United State (Une histoire populaires États-Unis), estime que l’œuvre de « Salim Lamrani est un trésor d’information factuelle ».
Sur la politique des États-Unis envers Cuba, Salim Lamrani a recueilli le témoignage du diplomate Michael E. Parmly, qui était à la tête de la Section d’intérêts des États-Unis à La Havane de 2005 à 2008, durant l’administration Bush, à une période où les relations entre les deux pays étaient particulièrement tendues, en raison de l’approche hostile adoptée par la Maison-Blanche à l’encontre de Cuba. Sa méthode consiste régulièrement, comme dans ce dernier cas, à utiliser des témoignages émanant de personnalités peu suspectes d'être favorables au régime cubain, ou des sources indépendantes comme les rapports de l'OMS ou ceux d'Amnesty International.
Pour Wayne Smith, ancien diplomate des États-Unis à Cuba sous l’administration de Jimmy Carter, l’ouvrage de Salim Lamrani État de siège : les sanctions économiques des États-Unis contre Cuba. Une perspective historique et juridique est « une excellente synthèse des sanctions économiques américaines contre Cuba, la manière dont elles ont été imposées durant plus d’un demi-siècle et les dommages qu’elles causent au peuple cubain ».
Paul Estrade, professeur émérite de l'université Paris-VIII, estime dans la préface que « ce livre présente une réalité méconnue, tergiversée, voire sciemment occultée, tue en tout cas par les médias chargés de sélectionner et de décrypter l'information. Ces médias dominants, multiples mais univoques, dissimulent au sujet de Cuba une réalité que s’emploie à restituer ici Salim Lamrani ». Il souligne que « l'auteur accumule des faits précis, datés, établis, et reproduit tout un éventail d’opinions autorisées. Mesuré dans le ton, sobre dans le propos, il est prolixe dans la démonstration » et Paul Estrade ajoute dans la même préface que ce livre « ne nous dit pas ce que nous avons à faire. Mais son exposé rigoureux serait sans objet si les amis de la Justice et du Droit ne s'en emparaient pas ».
Selon Loïc Ramirez du Monde diplomatique, l'ouvrage de Salim Lamrani Cuba, les médias face au défi de l'impartialité est « un travail d’analyse du traitement médiatique de la réalité cubaine » qui, pour mettre en cause l'impartialité du quotidien espagnol El Pais, s'appuie « sur des chiffres d’organismes internationaux (Organisation des Nations unies pour l'éducation, la science et la culture [Unesco], Amnesty International, etc.). L’auteur déconstruit point par point ce que le quotidien espagnol présente comme une information véridique et contrastée sur Cuba. Le ton, sobre et dépouillé, accroît l’efficacité de la démonstration ».
Pour Arnaud Ramsay, du Journal du Dimanche, Salim Lamrani est un « spécialiste reconnu des relations entre Cuba et les États-Unis ».
Selon la rédaction du quotidien britannique The Yorkshire Evening Post, Salim Lamrani « est un expert sur les relations entre Cuba et les États-Unis mondialement connu et a écrit plusieurs ouvrages sur le sujet. Il a donné des séminaires dans des universités américaines et a donné des conférences à travers le monde ».
La rédaction du journal de Floride The Tampa Bay Times présente Salim Lamrani comme un « expert de l'université de Paris sur Cuba ».
Dans la presse hispanophone d'Amérique latine, Waldemar Iglesias du journal argentin Clarín, considère que Salim Lamrani est « une éminence dans le domaine des relations internationales ». Jeremías Prevosti du quotidien argentin La Nación présente Salim Lamrani comme « un universitaire reconnu au niveau mondial » et « pro-Fidel Castro » : souligne qu'il « a consacré plusieurs articles favorables aux figures de Fidel Castro, Che Guevara et... Marcelo Bielsa ».

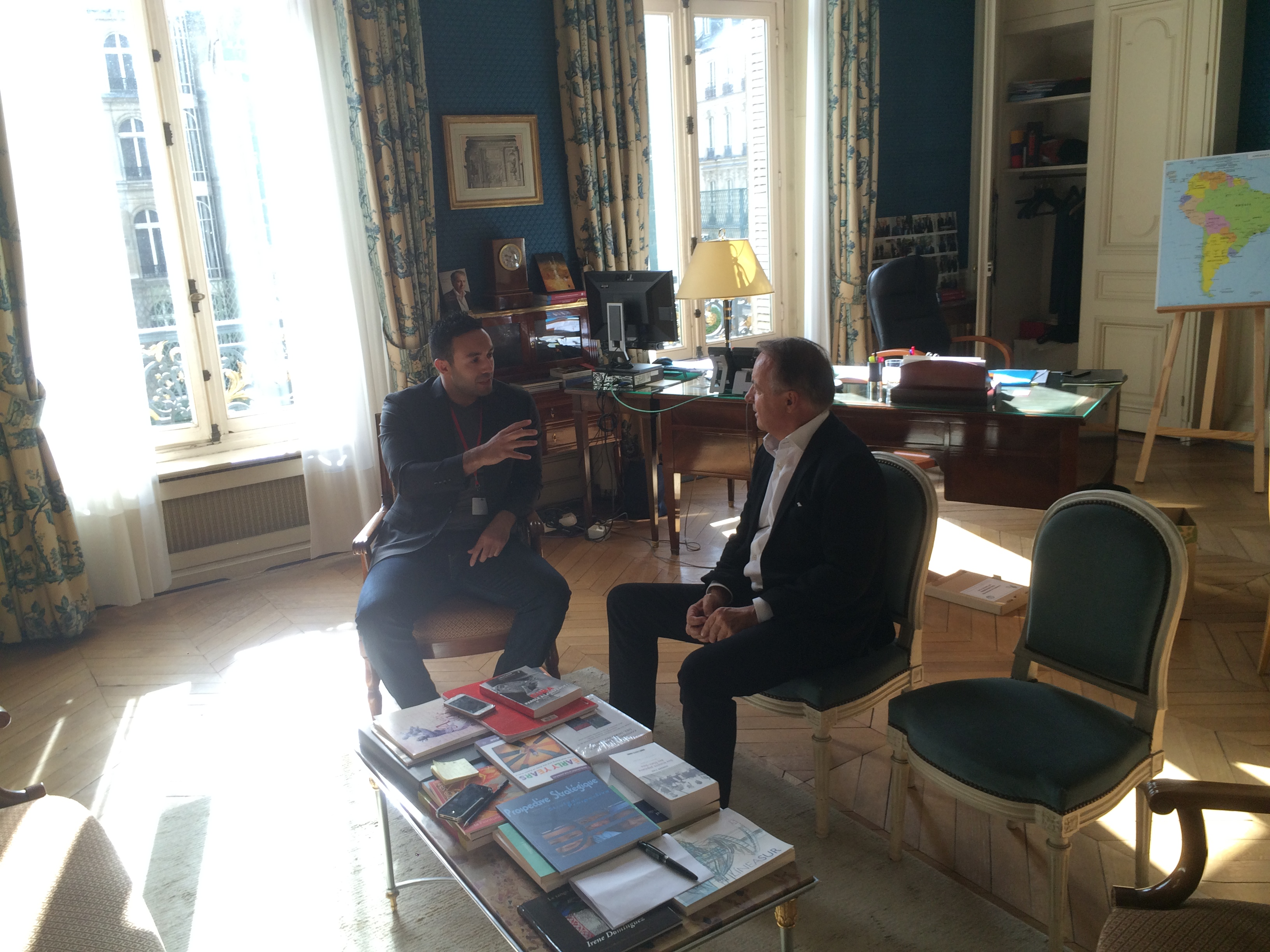
Salim Lamrani reçu au palais de l'Élysée par Jean-Pierre Bel, envoyé personnel du président de la République en Amérique latine, en 2016.

Salim Lamrani est reçu au palais de l'Élysée en 2016 par Jean-Pierre Bel, alors envoyé personnel du président de la République François Hollande pour l'Amérique latine. Jean-Pierre Bel indique : « C’est un garçon très sympathique, très ouvert. Il est en défense du bilan de Fidel Castro, il a ses positions un peu inconditionnelles qu’il exprime avec beaucoup de fougue et de jeunesse ». Concernant sa collaboration avec le Réseau Voltaire de Thierry Meyssan, Jean-Pierre Bel se dit très déçu : « Ce n’est pas parce que vous dénoncez le blocus américain sur Cuba que vous devez nier les réalités du monde. Je ne pouvais pas imaginer qu’on puisse aller jusqu’à se laisser amalgamer avec des gens qui ont une idéologie particulièrement nauséabonde ». Rudy Reichstadt (Conspiracy Watch) indique que ses articles ont été relayés par ce site entre 2005 et 2014 et considère qu'il est « très difficile d’ignorer les thèses de Thierry Meyssan quand on écrit aussi longtemps sur ce site et qu’on est quelqu’un d’informé comme lui ». Salim Lamrani précise n'avoir jamais publié d’article exclusif pour le Réseau Voltaire : « le site a reproduit par le passé certains de mes articles, comme le font d’autres sites ».
L'historien Pierre Rigoulot le présente comme un « pensum propagandiste », « largement inspiré par les officiels cubains ». Sans distinguer propagande véridique, documentée scientifiquement et propagande mensongère, Louis Cornellier affirme que Salim Lamrani « échange une propagande pour une autre et s'emploie parfois à justifier l'injustifiable », bien que cet auteur ne précise pas ce qu'il considère comme tel. Il précise en revanche qu'« une chose, toutefois, est sûre, qu'illustre de façon très convaincante l'essai de Lamrani : la stratégie étasunienne, depuis 45 ans, n'a engendré que des fruits amers ».

## Publications
- (dir.), Washington contre Cuba. Un demi-siècle de terrorisme, Pantin, Le Temps des Cerises, 2005  (ISBN 2841095878)
- Cuba face à l’Empire, Genève, éditions Timéli, 2006  (ISBN 2940342156)
- Fidel Castro, Cuba et les États-Unis, Pantin, Le Temps des Cerises, 2006  (ISBN 284109636X)
- Double morale. Cuba, l'Union européenne et les droits de l'Homme, Paris, Éditions Estrella, 2008  (ISBN 978-2953128406)
- Cuba. Ce que les médias ne vous diront jamais, Paris, Éditions Estrella, 2009. Prologue de Nelson Mandela.  (ISBN 978-2953128413)
- État de siège. Les sanctions économiques des États-Unis contre Cuba, Paris, Editions Estrella, 25 août 2011. Prologue de Wayne S. Smith et préface de Paul Estrade  (ISBN 978-2-9531284-2-0)
- Cuba. Les médias face au défi de l'impartialité, Paris, Editions Estrella, 2013. Préface d'Eduardo Galeano  (ISBN 978-2953128437)
- Cuba. Parole à la défense, Paris, Editions Estrella, 2015. Préface d'André Chassaigne  (ISBN 978-2953128444)
- Fidel Castro, héros des déshérités, Paris, Editions Estrella, 2016. Préface d'Ignacio Ramonet  (ISBN 978-2953128451)
- Le football selon Marcelo Bielsa, Marabout, 2020.
- Le Football selon Roberto De Zerbi, Marabout, 2025.